# Международная премия Гайрднера
Международная премия Гайрднера (англ. Gairdner Foundation International Award) — ежегодная научная премия, вручаемая Фондом Гайрднера (Gairdner Foundation, Канада) за выдающиеся достижения в области медицинских наук. Одна из самых престижных в мире биомедицинских наград, рассматриваемая, как «преднобелевская».

## История
Фонд The Gairdner Foundation был создан в 1957 году Джеймсом Артуром Гайрднером. Первое вручение премий состоялось в 1959 году. На 2009 год премию получили 298 человек из 13 стран, включая 42 канадцев.
Лауреат этой премии традиционно рассматривается как главный кандидат на Нобелевскую премию по медицине. По данным на 2007 год, 69 Нобелевских лауреатов до неё ранее уже получили Международную премию Гайрднера. Премия в размере 100 000 канадских долларов вручается ежегодно, как правило, нескольким (3—6) биологам или медикам от имени Фонда Гайрднера (Канада).

## Лауреаты
Среди лауреатов:
| 1950-е | 1960-е | 1970-е | 1980-е | 1990-е | 2000-е | 2010-е | 2020-е |
| ------ | ------ | ------ | ------ | ------ | ------ | ------ | ------ |

### 1950-е годы
| Год  | Лауреат                     | Обоснование награды | Источник    |
| ---- | --------------------------- | --- | ----------- |
| 1959 | Charles Ragan Harry M. Rose | В знак признания его вклада в знания ревматологии и особенно за достижение во внедрении теста агглютинации, который стал ценной исследовательской процедурой в дифференциации ревматоидного артрита от других ревматических заболеваний, тем самым открывая неизвестный до сих пор путь для исследования их происхождения.Оригинальный текст (англ.)«In recognition of his contribution to the knowledge of rheumatology and especially for achievement in introducing an agglutination test which has become a valuable investigative procedure in differentiation of rheumatoid arthritis from other rheumatic diseases, thus revealing a hitherto unknown avenue for the investigation of their origin» | [ 5 ] [ 6 ] |
| 1959 | William D.M. Paton          | В знак признания его вклада в знания фармакологии и особенно за выдающиеся достижения во внедрении соединений метониума, которые сыграли ценную роль в лечении гипертонии. Оригинальный текст (англ.)«In recognition of his contribution to the knowledge of pharmacology and especially for meritorious achievement in introducing the methonium compounds, which have played a valuable role in the treatment of hypertension» | [ 7 ]       |
| 1959 | Альфред Блейлок             | В знак признания его вклада в знания медицины и особенно за выдающиеся достижения в разработке операции по лечению врожденных пороков сердца, тем самым открывая новую эру в кардиохирургии.Оригинальный текст (англ.)«In recognition of his contributions to the knowledge of medicine and especially for outstanding achievement in developing an operation for the treatment of congenital heart lesions, thus introducing a new era in cardiac surgery» | [ 8 ]       |
| 1959 | Элеанор Займис              | В знак признания её вклада в знания фармакологии и особенно за выдающиеся достижения во внедрении соединений метониума, которые сыграли ценную роль в лечении гипертонии. Оригинальный текст (англ.)«In recognition of her contribution to the knowledge of pharmacology and especially for meritorious achievement in introducing the methonium compounds, which have played a valuable role in the treatment of hypertension» | [ 9 ]       |
| 1959 | Уилфред Бигелоу             | В знак признания его вклада в знания кардиологии и особенно за его достижения в разработке метода гипотермии в хирургии на открытом сердце. Оригинальный текст (англ.)«In recognition of his contributions to the knowledge of cardiology and especially for his achievement in developing the hypothermia method of open heart surgery» | [ 10 ]      |

### 1960-е годы
| Год  | Лауреат                             | Обоснование награды | Источник      |
| ---- | ----------------------------------- | --- | ------------- |
| 1960 | Джон Хейшам Гиббон                  | В знак признания его вклада в знания в области кардиологии, и особенно за его достижения в разработке и использовании аппарата искусственного кровообращения в первой успешной хирургической коррекции порока сердца у пациента-человека, тем самым вводя новые и практические средства для продления жизни среди людей с врожденными и приобретенными пороками сердца.Оригинальный текст (англ.)«In recognition of his contributions to the knowledge of cardiology, and especially for his achievement in developing and using a heart-lung machine in the first successful surgical correction of a heart defect in a human patient, thus introducing new and practical means for prolonging life among persons with congenital and acquired heart defects» | [ 11 ]        |
| 1960 | Arnold Rice Rich                    | В знак признания его вклада в познание патологии и иммунологии, и особенно за его достижения в демонстрации роли гиперчувствительности в образовании определенных повреждений тканей, таких как те, которые обнаруживаются при различных ревматических и других заболеваниях, тем самым вводя новые методы для их дальнейшего изучения. Оригинальный текст (англ.)«In recognition of his contributions to the knowledge of pathology and immunology, and especially for his achievements in demonstrating the role of hypersensitivity in the production of certain tissue lesions, such as those found in various rheumatic and other diseases, thus introducing new methods for their further investigation» | [ 12 ]        |
| 1960 | Карл Фридрих Мейер                  | В знак признания его вклада в знания физиологии и патологии, и особенно за его достижения в выяснении химической структуры основного вещества, обнаруженного в соединительной ткани, месте воспалительных процессов, участвующих в ревматических заболеваниях. Оригинальный текст (англ.)«In recognition of his contributions to the knowledge of physiology and pathology, and especially for his achievements in elucidating the chemical structure of the ground substance found in connective tissue, site of the inflammatory processes involved in the rheumatic diseases» | [ 13 ]        |
| 1960 | John McMichael                      | В знак признания его вклада в знания кардиологии и клинической физиологии и особенно за его достижения в раннем применении техники катетеризации сердца для измерения сердечного давления и сердечного выброса, что внесло важный вклад в понимание сердечной недостаточности. Оригинальный текст (англ.)«In recognition of his contributions to the knowledge of cardiology and clinical physiology and especially for his achievements in the early application of cardiac catheterization technique to the measurement of cardiac pressure and output, thus making an important contribution to the understanding of heart failure» | [ 14 ]        |
| 1960 | William F. Hamilton                 | В знак признания его большого вклада в знание физиологии сердца, и особенно за его достижения в разработке метода для определения сердечного выброса, который сделал возможным многие успехи в диагностике и исследовании сердечных заболеваний.Оригинальный текст (англ.)«In recognition of his many contributions to the knowledge of cardiac physiology, and especially for his achievement in developing the dye dilution technique for determining cardiac output, which has made possible many advances in the diagnosis and investigation of heart disease» | [ 15 ]        |
| 1960 | Joshua Harold Burn                  | В знак признания его вклада в знания фармакологии, кардиофизиологии и вазоневрологии, и особенно за его достижения в выяснении роли различных лекарств, норадреналина и симпатической нервной системы в возбуждении и контроле сердечно-сосудистых заболеваний. Оригинальный текст (англ.)«In recognition of his contributions to the knowledge of pharmacology, cardiac-physiology and vaso-neurology, and especially for his achievements in elucidating the role of various drugs, noradrenaline and the sympathetic nervous system in the excitation and control of cardio-vascular disease» | [ 16 ]        |
| 1961 | Джонас Келлгрен                     | В знак признания его большого вклада в знания ревматологии и эпидемиологии и особенно за его лидерство в разработке и проведении научных исследований распространенности ревматоидного артрита, обеспечивающих лучшее понимание естественной истории этого заболевания, тем самым способствуя прогрессивному совершенствованию методов для его диагностики и лечения. Оригинальный текст (англ.)«In recognition of his many contributions to the knowledge of rheumatology and epidemiology and especially for his leadership in devising and executing scientific studies of the prevalence of rheumatoid arthritis, providing for greater understanding of the natural history of this disease, thus contributing to progressive improvements in methods for its diagnosis and treatment» | [ 17 ]        |
| 1961 | Alexander B. Gutman                 | В знак признания его вклада в знания ревматологии и биохимии, и особенно за его достижения в выяснении метаболических дефектов, присутствующих при подагре, и в демонстрации действия некоторых лекарств, которые увеличивают выведение мочевой кислоты, что приводит к нынешней ситуации в который позволяет практически полностью контролировать приступы острой подагры и предотвращать подагрический артрит. Оригинальный текст (англ.)«In recognition of his contributions to the knowledge of rheumatology and biochemistry, and especially for his achievements in elucidating the metabolic defects present in gout, and in demonstrating the action of certain drugs which increase the excretion of uric acid, thus leading to the present situation in which it is possible to exercise almost perfect control over attacks of acute gout and prevent gouty arthritis» | [ 18 ]        |
| 1961 | Alan C. Burton                      | В знак признания его вклада в знания физиологии сердечно-сосудистой системы и особенно за его достижения в применении основных законов физики к периферическому и легочному кровообращению, что даёт научное объяснение факторов, управляющих коллапсом, открытием и размером кровеносных сосудов, что также привело к лучшему пониманию поведения кровеносных сосудов при здоровье и болезнях. Оригинальный текст (англ.)«In recognition of his contributions to the knowledge of cardiovascular physiology and especially for his achievements in applying the basic laws of physics to the peripheral and pulmonary circulations, thus providing scientific explanation of the factors governing the collapse, the opening up, and the size of blood vessels which has also brought about an improved understanding of the behaviour of blood vessels in health and disease» | [ 19 ]        |
| 1961 | Russell Brock                       | В знак признания его вклада в знание функциональной патологии, исследования и хирургии врожденных и ревматических пороков сердца, и особенно за его разъяснение факторов, как клапанных, так и мышечных, которые могут препятствовать току крови в правой или левой частях сердца в основные артерии легких и тела, что привело к рациональному хирургическому лечению таких обструктивных заболеваний сердца. Оригинальный текст (англ.)«In recognition of his contributions to the knowledge of the functional pathology, investigation and surgery of congenital and rheumatic heart disease and especially for his elucidation of the factors, both valvular and muscular, which may obstruct the flow of blood from either the right or the left side of the heart into the main arteries of the lungs and body, which has led to the rational surgical management of such obstructive diseases of the heart» | [ 20 ]        |
| 1961 | Ульф Сванте фон Ойлер               | В знак признания его вклада в изучение веществ, выделяемых нервными окончаниями симпатической нервной системы, и особенно за выяснение того, что норадреналин является наиболее важным веществом и что он присутствует в значительном количестве во всех органах тела (включая сердце) у которых есть симпатический нерв. Оригинальный текст (англ.)«In recognition of his contributions to the knowledge of the substances released at the nerve endings of the sympathetic nervous system and especially for his recognition that noradrenaline was the most important substance and that it was present in significant amount in all body organs (including the heart) that have a sympathetic nerve supply» | [ 21 ]        |
| 1962 | Фрэнсис Крик                        | В знак признания его вклада в знания молекулярной биологии и генетики, включая его вдохновляющие исследования нуклеиновых кислот, которые показали, как генетическая информация может быть запечатлена и сохранена в половых клетках родителей и передана последующим поколениям, его исследования молекулярной структуру коллагена и особенно его блестящее развитие теории кодирования — концепции, которая объясняет, каким образом информация, передаваемая в генах, определяет аминокислотную последовательность и, следовательно, структуру и характер всего множества различных белков, которые непрерывно изменяются, синтезируется живым организмом. Оригинальный текст (англ.)«In recognition of his contributions to the knowledge of molecular biology and genetics, including his inspiring investigations of the nucleic acids which have shown how genetic information can be impressed and stored in the germ cells of parents and be transmitted to succeeding generations, his studies of the molecular structure of collagen and especially his brilliant development of the 'coding' theory - a concept which explains the way in which information carried in the genes determines the amino acid sequence and therefore the structure and character of all the many different proteins which are continuously being synthesized by the living organism» | [ 22 ]        |
| 1962 | Clarence Crafoord                   | В знак признания его вклада в знания в области кардиологии и особенно за его лидерство в области кардиохирургии, включая его пионерскую разработку операций по коррекции коарктации аорты и открытого артериального протока. Оригинальный текст (англ.)«In recognition of his contributions to the knowledge of cardiology and especially for his leadership in the field of cardiac surgery, including his pioneer development of operations to correct coarctation of the aorta and patent ductus arteriosus» | [ 23 ]        |
| 1962 | Albert Coons                        | В знак признания его вклада в знания патологии и иммунологии, и особенно за его разработку метода флуоресцентных антител, который пролил новый свет на реакции гиперчувствительности и который открыл важные новые возможности для изучения заболеваний, таких как ревматоидный артрит, гломерулонефрит, ревматическая лихорадка и диссеминированная красная волчанка, при которых могут быть вовлечены эти реакции. Оригинальный текст (англ.)«In recognition of his contributions to the knowledge of pathology and immunology, and especially for his development of the fluorescent antibody technique which has cast new light on hypersensitivity reactions, and which has opened important new avenues for the study of diseases, such as rheumatoid arthritis, glomerulonephritis, rheumatic fever and disseminated lupus erythematosus, in which these reactions may be involved» | [ 24 ]        |
| 1962 | Stanley Sarnoff                     | В знак признания его вклада в знания физиологии сердца и особенно за демонстрацию взаимосвязанных ролей нервной системы, гормонов и размера сердца в контроле сердечной деятельности, тем самым установив физиологические принципы, которые помогли учёным-медикам лучше понять действие сердца в нормальном и болезненном состояниях. Оригинальный текст (англ.)«In recognition of his contributions to the knowledge of cardiac physiology and especially for his demonstration of the interrelated roles of the nervous system, hormones and heart size in the control of cardiac performance, thus establishing physiological principles which have assisted medical scientists to better understand the action of the heart in normal and diseased states» | [ 25 ]        |
| 1962 | Henry Kunkel                        | В знак признания его вклада в знания медицины и особенно за его серологические, иммунологические и метаболические исследования белковых молекул, которые расширили понимание таких разнообразных заболеваний, как цирроз печени, множественная миелома, артериосклероз, ревматоидный артрит и диссеминированная красная волчанка. Оригинальный текст (англ.)«In recognition of his contributions to the knowledge of medicine and especially for his serological, immunological and metabolic studies of protein molecules, which have increased the understanding of such diverse diseases as cirrhosis of the liver, multiple myeloma, arteriosclerosis, rheumatoid arthritis and disseminated lupus erythematosus» | [ 26 ]        |
| 1963 | Murray Barr                         | В знак признания его выдающегося вклада в знания в области микроанатомии и цитогенетики человека и, в частности, за открытие метода специфической идентификации мужских и женских клеток, что открывает новые обширные области для исследований нормального и аномального развития структуры тела, которые привели к лучшему пониманию нескольких важных врожденных аномалий, включая некоторые ошибки полового развития и некоторые формы умственной отсталости. Оригинальный текст (англ.)«In recognition of his outstanding contributions to the knowledge of micro anatomy and human cytogenetics and, in particular, for his discovery of a technique for the specific identification of male and female cells, thus opening vast new areas for research into the normal and abnormal development of bodily structures, which have led to an improved understanding of several important congenital anomalies including some errors of sexual development and some forms of mental retardation» | [ 27 ]        |
| 1963 | Eric Bywaters                       | В знак признания его выдающегося вклада в ревматологию и педиатрию и, в частности, за его кропотливое изложение естественной истории ювенильного ревматоидного артрита, а также за его проницательные и критические описания нескольких других ревматических синдромов, которые послужили критериями для диагностики и прогноза, устанавливающий более совершенную основу для решений о лечении, которые должны приниматься от имени пациентов, страдающих этими заболеваниями. Оригинальный текст (англ.)«In recognition of his distinguished contributions to the knowledge of rheumatology and pediatrics and, in particular, for his painstaking delineations of the natural history of juvenile rheumatoid arthritis, and for his penetrating and critical descriptions of several other rheumatic syndromes, which have provided criteria for diagnosis and prognosis, establishing an improved basis for the treatment decisions which must be made on behalf of patients suffering from these diseases» | [ 28 ]        |
| 1963 | Кларенс Уолтон Лиллехай             | В знак признания его выдающегося вклада в знания кардиохирургии и физиологии сердца и, в частности, за его новаторский вклад в хирургию на открытом сердце до разработки насосных оксигенаторов, его вклад в улучшение механических средств экстракорпорального кровообращения, раннее использование кардиостимуляторов и его практическое и теоретическое руководство в разработке успешных хирургических методов коррекции врожденных и приобретенных пороков сердца. Оригинальный текст (англ.)«In recognition of his distinguished contribution to the knowledge of cardiac surgery and cardiac physiology and, in particular, for his pioneering contributions to open heart surgery before the development of pump oxygenators, his contributions to the improvement of the mechanical means of extra corporeal circulation, his early use of cardiac pace makers, and his practical and theoretical leadership in the development of successful surgical techniques for the correction of congenital and acquired heart defects» | [ 29 ]        |
| 1963 | Пётр Грабар                         | В знак признания его выдающегося вклада в знания биохимии и, в частности, за его вклад в иммуногистохимию, включая разработку иммуноэлектрофорезной техники, которая сделала возможным специфическую идентификацию многих белков организма, открыв тем самым важные новые возможности для исследований заболеваний, таких как ревматоидный артрит, в которые, по-видимому, вовлечены нарушенные иммунологические реакции. Оригинальный текст (англ.)«In recognition of his distinguished contributions to the knowledge of biochemistry and, in particular, for his contributions to immunohistochemistry, including the development of the immunoelectrophoretic technique, which has made possible the specific identification of many bodily proteins, thus opening important new avenues for research in diseases, such as rheumatoid arthritis, in which disordered immunological responses appear to be implicated» | [ 30 ]        |
| 1963 | Irvine Page                         | В знак признания его выдающегося вклада в знания сердечной и сосудистой физиологии, фармакологии и эндокринологии, и, в частности, за его настойчивое лидерство в этих областях, которое в сотрудничестве с многочисленными коллегами привело к нескольким важным открытиям, в частности существованию и синтез ангиотензина, важного фактора в понимании и лечении гипертонии, а также существование серотонина, который заложил основу для многих достижений в нейрохимии. Оригинальный текст (англ.)«In recognition of his distinguished contributions to the knowledge of cardiac and vascular physiology, pharmacology, and endocrinology, and, in particular, for his persevering leadership in these fields, which in association with numerous colleagues has led to several discoveries of importance, notably the existence and synthesis of angiotensin, an important factor in the understanding and management of hypertension, and the existence of serotonin, which has laid the foundation for many advances in neuro chemistry» | [ 31 ]        |
| 1963 | Жак Жене                            | В знак признания его выдающегося вклада в знания сосудистой физиологии и, в частности, за его исследования механизма гипертонии, и особенно за его демонстрацию того, что повышенная секреция альдостерона, наблюдаемая у многих пациентов, страдающих этим заболеванием, стимулируется ангиотензином. Оригинальный текст (англ.)«In recognition of his distinguished contributions to the knowledge of vascular physiology and, in particular, for his studies of the mechanism of hypertension, and especially for his demonstration that the increased secretion of aldosterone observed in many patients suffering from this disorder is stimulated by angiotensin» | [ 32 ]        |
| 1964 | Keith R. Porter                     | В знак признания его выдающегося вклада в знания клеточной биологии и, в частности, за его разработку и применение сложных методов электронной микроскопии, что привело к его ранней демонстрации многих важных особенностей тонкой структуры клеток, включая эндоплазматический ретикулум. Оригинальный текст (англ.)«In recognition of his distinguished contributions to the knowledge of cellular biology and, in particular, for his development and application of sophisticated techniques of electron microscopy resulting in his early demonstration of many important features of the fine structure of cells, including the endoplasmic reticulum» | [ 33 ]        |
| 1964 | Donald Walter Gordon Murray         | В знак признания его важного вклада в знания кардиологической физиологии и патологии, а также в разработку нескольких важных методов кардиохирургии, и особенно за его научную смелость в поисках клинических знаний во многих областях медицины и хирургии. Оригинальный текст (англ.)«In recognition of his important contributions to the knowledge of cardiac physiology and pathology, and the development of several important techniques in cardiac surgery, and especially for his scientific courage in the pursuit of knowledge of clinical significance in many fields of medicine and surgery» | [ 34 ]        |
| 1964 | Ivan Roitt                          | В знак признания его важного вклада в знания иммунологии и, в частности, за демонстрацию присутствия антител к тиреоглобулину в сыворотке крови пациентов с болезнью Хашимото, а также за стимул, который его исследование дало развивающейся концепции и пониманию болезней аутоиммунитета. Оригинальный текст (англ.)«In recognition of his important contributions to the knowledge of immunology and, in particular, for the demonstration of the presence of thyroglobulin antibodies in the serum of patients with Hashimoto's disease, and the stimulation which his research has given to the developing concept and understanding of diseases of auto-immunity» | [ 35 ]        |
| 1964 | Дебора Дониах                       | В знак признания её важного вклада в знания в области иммунологии и, в частности, за демонстрацию присутствия антител к тиреоглобулину в сыворотке крови пациентов с болезнью Хашимото, а также за стимул, который её исследования дали развивающейся концепции и пониманию болезней аутоиммунитета. Оригинальный текст (англ.)«In recognition of her important contributions to the knowledge of immunology and, in particular, for her demonstration of the presence of thyroglobulin antibodies in the serum of patients with Hashimoto's disease, and the stimulation which her research has given to the developing concept and understanding of diseases of auto-immunity» | [ 36 ]        |
| 1964 | Karl H. Beyer Jr.                   | В знак признания его значительного вклада в знания фармакологии и понимания физиологии почек и, в частности, за его кропотливые исследования, проницательные наблюдения и научное руководство, приведшие к открытию урикозурических и улучшенных мочегонных препаратов, которые теперь приносят облегчение миллионам людей, страдающих подагрой и подагрическим артритом, а также отеком, связанным с сердечными заболеваниями. Оригинальный текст (англ.)«In recognition of his significant contributions to the knowledge of pharmacology and the understanding of renal physiology and, in particular, for his painstaking research, perceptive observations and scientific leadership resulting in the discovery of uricosuric and improved diuretic drugs, which now bring relief to millions of sufferers from gout and gouty arthritis, and the edema associated with heart disease» | [ 37 ]        |
| 1964 | Сеймур Бензер                       | В знак признания его выдающегося вклада в знания генетики и молекулярной биологии, и в частности за его разъяснение тонкой структуры генов, что позволило расширить пределы генетического разрешения, связав генетические изменения с химическими изменениями в дезоксирибонуклеиновой кислоте, тем самым выясняя химические основы наследственности при определении природы и свойств клеток и вирусов. Оригинальный текст (англ.)«In recognition of his outstanding contributions to the knowledge of genetics and molecular biology, and in particular for his elucidation of the fine structure of genes, which has made it possible to extend the limits of genetic resolution by relating genetic changes to chemical alterations in deoxyribonucleic acid, thus clarifying the chemical bases of heredity in determining the nature and properties of cells and viruses.» | [ 38 ]        |
| 1965 | Frederick Horace Smirk              | В знак признания его общего вклада в наше понимание причин и лечения гипертонии и, в частности, за его клиническую оценку препаратов, блокирующих нервы, при лечении высокого кровяного давления. Оригинальный текст (англ.)«In recognition of his total contribution to our understanding of the causes and treatment of hypertension and in particular for his clinical evaluation of nerve-blocking drugs in the treatment of high blood pressure» | [ 39 ]        |
| 1965 | Daniel J. McCarty                   | В знак признания его вклада в области ревматологии и, в частности, за его демонстрацию того, что кристаллы мочевой кислоты и кальция в жидкостях в суставах и вокруг них поглощаются лейкоцитами, которые затем выделяют вещество, вызывающее воспалительную реакцию. Оригинальный текст (англ.)«In recognition of his contributions in the field of rheumatology and in particular for his demonstration that crystals of uric acid and calcium in the fluids in and about the joints are ingested by leukocytes which then release a substance which causes an inflammatory reaction» | [ 40 ]        |
| 1965 | Шарль Филипп Леблон                 | В знак признания его вклада в знания клеточной биологии путем разработки техники авторадиографии, с помощью которой он изучал функционирование щитовидной железы и скорость роста и обновления клеток в различных тканях тела. Оригинальный текст (англ.)«In recognition of his contributions to the knowledge of cellular biology by developing the technique of autoradiography with which he has studied the functioning of the thyroid gland and the rate of cell growth and renewal in various tissues of the body» | [ 41 ]        |
| 1965 | Charles Enrique Dent                | В знак признания его вклада в области метаболизма человека и его роли как первого, кто применил технику бумажной хроматографии для выделения и идентификации веществ в крови и биологических жидкостях пациентов, метод, который произвел революцию в исследованиях ряда генетических нарушений, связанных с аминокислотами и другими веществами. Оригинальный текст (англ.)«In recognition of his contributions in the field of human metabolism and his role as the first to apply the technique of paper chromatography to the isolation and identification of substances in the blood and body fluids of patients, a technique which has revolutionized investigation of a number of genetic disorders involving amino acids and other substances» | [ 42 ]        |
| 1965 | Robin Coombs                        | В знак признания его вклада в разработку серологических методов и, в частности, для теста, который он представил для определения наличия резус-антител в эритроцитах. Оригинальный текст (англ.)«In recognition of his contributions in the development of serological techniques and in particular for the test he introduced to detect the presence of Rh antibodies on red blood cells» | [ 43 ]        |
| 1965 | Джером Конн                         | В знак признания его вклада в области эндокринологии и, в частности, за его исследования, устанавливающие клиническое значение альдостерона, гормона коры надпочечников, при различных типах гипертонии и отеков; также в знак признания его исследований по использованию пероральных препаратов для контроля диабета. Оригинальный текст (англ.)«In recognition of his contributions in the field of endocrinology and in particular for his investigations establishing the clinical significance of aldosterone, a hormone of the adrenal cortex, in various types of hypertension and edema; also in recognition of his studies in the use of oral medications for the control of diabetes» | [ 44 ]        |
| 1966 | Jan G. Waldenström                  | В знак признания его вклада в наши знания о метаболических нарушениях и, в частности, за его выяснение нарушений белков при множественной миеломе и эссенциальной макроглобулинемии. Оригинальный текст (англ.)«In recognition of his contributions to our knowledge of certain metabolic disorders and in particular for his clarification of the serum protein abnormalities in multiple myeloma and in essential macroglobulinaemia» | [ 45 ]        |
| 1966 | Жак Миллер                          | В знак признания его фундаментального вклада в наше понимание роли тимуса в развитии нормальных иммунологических механизмов в раннем периоде жизни и в их поддержании у взрослых, а также за стимул, который его исследования тимуса дали быстро развивающейся области иммунобиологии. Оригинальный текст (англ.)«In recognition of his fundamental contributions to our understanding of the role of the thymus in the development of normal immunological mechanisms in early life, and in their maintenance in the adult, and for the stimulus which his studies of the thymus gave to the rapidly developing field of immunobiology» | [ 46 ]        |
| 1966 | Луис Федерико Лелуар                | В знак признания его выдающегося вклада в область химии и метаболизма углеводов и, в частности, за открытие сахарных нуклеотидов и их фундаментальных реакций в биосинтезе дисахаридов и полисахаридов. Оригинальный текст (англ.)«In recognition of his outstanding contributions to the field of carbohydrate chemistry and metabolism and, in particular, for his discovery of the sugar nucleotides and their fundamental reactions in the biosynthesis of disaccharides and polysaccharides» | [ 47 ]        |
| 1966 | Виллем Йохан Колфф                  | В знак признания его ранней работы по разработке искусственной почки, которая в последние годы способствовала продлению жизни многих пациентов, страдающих почечной недостаточностью, и сделала практичным рассмотрение использования трансплантатов почек. Оригинальный текст (англ.)«In recognition of his early work on the development of an artificial kidney, which has in recent years contributed to the prolongation of life of many patients suffering from renal failure, and has made it practical to consider the use of kidney transplants» | [ 48 ]        |
| 1966 | Чарлз Брентон Хаггинс               | В знак признания его пионерной работы в лечении рака с помощью гормональных веществ и использования химических средств контроля реакции при раке простаты. Оригинальный текст (англ.)«In recognition of his pioneer work in the treatment of cancer with hormonal substances, and his use of a chemical means of monitoring the response in carcinoma of the prostate» | [ 49 ]        |
| 1966 | Geoffrey S. Dawes                   | За выдающийся вклад в наше понимание физиологического поведения и биохимических изменений, происходящих у плода в утробе матери, и, в частности, за его разъяснение изменений, которые происходят при рождении во время перехода к внематочной жизни. Оригинальный текст (англ.)«For his outstanding contributions to our understanding of the physiological behaviour and biochemical changes occurring in the foetus in utero, and in particular for his clarification of the adjustments that occur at birth during the changeover to extra-uterine life» | [ 50 ]        |
| 1966 | Родни Портер                        | В знак признания его выдающихся достижений в области иммунохимии. Оригинальный текст (англ.)«In recognition of his outstanding achievements in the field of immunochemistry» | [ 51 ]        |
| 1967 | James Fraser Mustard                | В знак признания его выдающегося вклада в области исследований тромбоза и атеросклероза, в частности его исследования структуры, функции и метаболизма тромбоцитов, которые указали на взаимосвязь между тромбозом и атеросклерозом, и, в частности, за его классическую экспериментальную модель потока, демонстрирующую места скопления тромба, для демонстрации фагоцитоза тромбоцитов и для выяснения факторов, влияющих на агрегацию тромбоцитов. Оригинальный текст (англ.)«In recognition of his outstanding contributions in the fields of thrombosis and artherosclerosis, particularly his investigation of platelet economy, function, and metabolism, which have pointed to a relationship between thrombosis and artherosclerosis, and specifically for his classical experimental flow model demonstrating sites of thrombus accumulation, for the demonstration of platelet phagocytosis, and for the elucidation of factors affecting platelet aggregation» | [ 52 ]        |
| 1967 | Peter J. Moloney                    | В знак признания долгой и выдающейся карьеры, отмеченной многими важными вкладами в иммунологию и познание диабета. Оригинальный текст (англ.)«In recognition of a long and distinguished career marked by many important contributions to immunology and diabetes» | [ 53 ]        |
| 1967 | Iain MacIntyre                      | В знак признания его важного вклада в области метаболизма минералов, в частности за его исследования физиологии кальцитонина, а также за его разъяснение многочисленных аспектов метаболизма магния у экспериментальных животных и человека. Оригинальный текст (англ.)«In recognition of his important contributions in the field of mineral metabolism, and in particular for his studies of the physiology of calcitonin, and for his elucidation of numerous aspects of magnesium metabolism in experimental animals and man» | [ 54 ]        |
| 1967 | D. Harold Copp                      | В знак признания его важного вклада в изучение проблем гомеостаза кальция, в частности его демонстрации существования нового гормона «кальцитонина», который напрямую изменяет уровень кальция в крови, а также его подтверждения того, что источником гормона являются ультимобранхиальные железы. Оригинальный текст (англ.)«In recognition of his important contributions to the problems of calcium homeostasis, particularly his demonstration of the existence of a new hormone "calcitonin" which directly alters blood calcium levels and also his confirmation that the source of the hormone is the ultimobranchial glands» | [ 55 ]        |
| 1967 | Sidney Udenfriend Джулиус Аксельрод | В знак признания его обширных и фундаментальных открытий в области химии, биосинтеза, метаболизма и фармакологии биогенных аминов, особенно катехоламинов. Оригинальный текст (англ.)«In recognition of his wide-ranging and fundamental discoveries in relation to the chemistry, biosynthesis, metabolism and pharmacology of biogenic amines, especially the catecholamines» | [ 56 ] [ 57 ] |
| 1967 | Джордж Паладе                       | В знак признания его большого вклада в разработку методов препарирования клеток и тканей, чтобы субклеточные компоненты могли быть адекватно сохранены и визуализированы в электронном микроскопе, а также за его новаторское использование этих методов для развития знаний о структуре и функциях клеточных компонентов. Оригинальный текст (англ.)«In recognition of his many contributions to the development of methods of preparing cells and tissues so that subcellular components could be adequately preserved and visualized in the electron microscope, and to his pioneering use of these methods to develop knowledge about structure and function of cellular components» | [ 58 ]        |
| 1967 | Маршалл Ниренберг                   | В знак признания его вклада в наше понимание механизмов синтеза белка. Оригинальный текст (англ.)«In recognition of his contributions to our understanding of the mechanisms of protein synthesis» | [ 59 ]        |
| 1967 | Кристиан Рене де Дюв                | За открытие лизосом. Оригинальный текст (англ.)«For the discovery of Iysosomes» | [ 60 ]        |
| 1968 | J. Edwin Seegmiller                 | За выяснение ряда врожденных нарушений метаболизма и, в частности, за открытие дефекта фермента (дефицит фосфорибозилтрансферазы) при неврологическом заболевании, характеризующемся умственной отсталостью, нарушениями поведения и избыточной выработкой мочевой кислоты. Оригинальный текст (англ.)«For his elucidation of a number of inborn errors of metabolism and, in particular, for his discovery of an enzyme defect (phosphoribosyltransferase deficiency) in a neurological disease characterized by mental retardation, behavioural disturbances and over-production of uric acid» | [ 61 ]        |
| 1968 | Jacques Oudin                       | В знак признания его вклада в иммунохимию посредством анализа реакций антиген-антитело в гелеобразной среде, а также его открытия и выяснения генетических вариаций в структуре иммуноглобулинов. Оригинальный текст (англ.)«In recognition of his contributions to immunochemistry through his analysis of antigen-antibody reactions in gelled media, and of his discovery and elucidation of genetic variations in the structure of immunoglobulins» | [ 62 ]        |
| 1968 | Джордж Хитчингс                     | За лидерство в разработке ингибиторов метаболизма путём систематической химической модификации биологически важных соединений. Оригинальный текст (англ.)«For his leadership in the development of metabolic inhibitors by systematic chemical modification of biologically important compounds» | [ 63 ]        |
| 1968 | James Learmonth Gowans              | В знак признания его вклада в лучшее понимание роли лимфоцита и его функции в иммунных реакциях. Оригинальный текст (англ.)«In recognition of his contributions to a better understanding of the fate of the lymphocyte and its function in immune reactions» | [ 64 ]        |
| 1968 | Bruce Chown                         | За ценный вклад в изучение групп крови человека и, в частности, за его работу по диагностике, лечению и профилактике гемолитической болезни новорожденных, а также за руководство и вдохновение исследователей, занимающихся клинической иммуногематологией. Оригинальный текст (англ.)«For his valuable contributions to the knowledge of human blood groups and particularly for his work on the diagnosis, treatment and prevention of hemolytic disease of the newborn, and for his leadership and inspiration of investigators concerned with clinical immunohematology» | [ 65 ]        |
| 1969 | Frank J. Dixon                      | В знак признания его выдающегося вклада в иммунологию и иммунопатологию, особенно его исследований, касающихся выяснения патогенеза сывороточной болезни, экспериментального гломерулонефрита и гломерулонефрита человека. Оригинальный текст (англ.)«In recognition of his outstanding contributions in immunology and immunopathology, particularly his investigations dealing with the elucidation of the pathogenesis of serum sickness and of experimental and human glomerulonephritis» | [ 66 ]        |
| 1969 | John P. Merrill                     | В знак признания его вклада в области нефрологии и, в частности, его пионерской работы в области трансплантации почки, которая привела к её развитию в качестве практической формы лечения и расширила наши знания об иммунологических механизмах. Оригинальный текст (англ.)«In recognition of his contribution to the field of nephrology and particularly his pioneer work in kidney transplantation which has led to its development as a practical form of treatment and has advanced our knowledge of immunologic mechanisms» | [ 67 ]        |
| 1969 | Belding Hibbard Scribner            | В знак его вклада и развитие концепции хронического прерывистого гемодиализа; артериовенозные канюли, которые сделали это возможным; его роль в развитии «домашнего» диализа и продолжении фундаментальных и клинических исследований в его области. Оригинальный текст (англ.)«For the concept of chronic intermittent hemodialysis; the arteriovenous cannulas which made it possible; his role in the development of "home" dialysis and continued basic and clinical investigation in his field» | [ 68 ]        |
| 1969 | Robert B. Salter                    | В знак признания его научного вклада в понимание дегенерации хряща, эпифизарного некроза, крутильной деформации костей и дисплазии суставов в связи с многочисленными нарушениями опорно-двигательного аппарата, особенно врожденным вывихом бедра. Оригинальный текст (англ.)«In recognition of his scientific contributions to an understanding of cartilage degeneration, epiphyseal necrosis, torsional deformation of bone and dysplasia of joints in relation to numerous musculoskeletal disorders, especially congenital dislocation of the hip» | [ 69 ]        |
| 1969 | Эрл Сазерленд                       | В знак признания его выдающегося вклада в наше понимание центральной роли, которую аденилциклазная система играет в опосредовании многих эффектов гормонов на метаболические процессы. Оригинальный текст (англ.)«In recognition of his outstanding contributions to our understanding of the central role the adenylcyclase system plays in mediating many of the effects of hormones on metabolic processes» | [ 70 ]        |
| 1969 | Ernest McCulloch James E. Till      | В знак признания их разработки методики для измерения способности примитивных нормальных и неопластических клеток размножаться и дифференцироваться в организме. Оригинальный текст (англ.)«In recognition of their development of the spleen colony technique for measuring the capacity of primitive normal and neoplastic cells to multiply and differentiate in the body» | [ 71 ] [ 72 ] |
| 1969 | F. Mason Sones                      | В знак признания его выдающегося вклада в исследование и лечение ишемической болезни сердца и, в частности, за его внедрение техники выбранной коронарной артериографии, которая позволила рентгенографически визуализировать индивидуальную обструкцию как объективный критерий необходимости реваскуляризации миокарда. Оригинальный текст (англ.)«In recognition of his outstanding contributions to the investigation and treatment of coronary artery disease and, in particular, for his introduction of the technique of selected coronary arteriography which has permitted radiographic visualization of individual obstruction as an objective criterion of the need for revascularization of the myocardium» | [ 73 ]        |

### 1970-е годы
| Год  | Лауреат                            | Обоснование награды | Источник        |
| ---- | ---------------------------------- | --- | --------------- |
| 1970 | Vincent P. Dole                    | В знак признания его пионерского вклада в наше понимание метаболизма свободных жирных кислот и жировой ткани, а также в последнее время за значительную работу, проделанную им по созданию ценного метода лечения наркотической зависимости с помощью метадона. Оригинальный текст (англ.)«In recognition of his pioneer contributions to our understanding of the metabolism of free fatty acid and adipose tissue, and more recently for the significant work he has done in establishing a valuable method of treating narcotic addiction with methadone»                                                                                                   | [ 74 ]          |
| 1970 | Ричард Долл                        | В знак признания его вклада в методологию медицинских исследований и прояснение сложных эпидемиологических проблем. Оригинальный текст (англ.)«In recognition of his contributions to the methodology of medical research, and to the clarification of complex epidemiological problems» | [ 75 ]          |
| 1970 | Robert A. Good                     | В знак признания его большого вклада в наше понимание механизмов защиты организма и его разъяснение ряда синдромов иммунологической недостаточности у младенцев и детей, восприимчивых к повторяющимся и подавляющим инфекциям. Оригинальный текст (англ.)«In recognition of his many contributions to our understanding of host defense mechanisms» | [ 76 ]          |
| 1970 | Нильс Йерне                        | В знак признания его вклада в изучение клеточной основы иммунного ответа. Оригинальный текст (англ.)«In recognition of his contributions to knowledge of the cellular basis of the immune response» | [ 77 ]          |
| 1970 | Роберт Брюс Меррифилд              | В знак признания его работы над твердофазным методом синтеза полипептидов и его применения этого метода в первом синтезе фермента.Оригинальный текст (англ.)«In recognition of his work on the solid phase method for synthesis of polypeptides and of his application of this method in the first synthesis of an enzyme» | [ 78 ]          |
| 1971 | Розалин Сасмен Ялоу Соломон Берсон | За разработку надежного, специфического и чувствительного метода определения инсулина в плазме и последующее применение тех же принципов при измерении других полипептидных веществ. Оригинальный текст (англ.)«For their development of a reliable, specific and sensitive method for the assay of plasma insulin, and their subsequent application of the same principles in the measurement of other polypeptide substances» | [ 79 ] [ 80 ]   |
| 1971 | Дональд Штайнер                    | В знак признания его открытия, что инсулин является производным более крупной молекулы-предшественника, называемой проинсулином, — модели, которая может прояснить биосинтез других активных соединений. Оригинальный текст (англ.)«In recognition of his discovery that insulin is derived from a larger precursor molecule, called pro-insulin - a model which may elucidate the biosynthesis of other active compounds» | [ 81 ]          |
| 1971 | Фредерик Сенгер                    | За его вклад в изучение структуры сложных биохимических веществ и, в частности, за определение точного химического состава инсулина. Оригинальный текст (англ.)«For his contributions to the study of the structure of complex biochemical substances, and in particular for determining the precise chemical composition of insulin» | [ 82 ]          |
| 1971 | Rachmiel Levine                    | В знак признания его большого вклада в изучение сахарного диабета и особенно за его новаторскую работу над местом действия инсулина. Оригинальный текст (англ.)«In recognition of his many contributions to the study of diabetes mellitus, and especially for his pioneer work on the site of action of insulin» | [ 83 ]          |
| 1971 | Чарлз Герберт Бест                 | В знак признания его роли в открытии и изучении инсулина, а также за многие другие вклады в медицинские исследования. Оригинальный текст (англ.)«In recognition of his part in the discovery and development of insulin, and for many other contributions to medical research» | [ 84 ]          |
| 1972 | Рут Сенгер Robert Russell Race     | За их большой важный вклад в наши знания о группах крови человека и за блестящее применение этих знаний к проблемам в области иммунологии, генетики и клинической медицины. Оригинальный текст (англ.)«For their many important contributions to our knowledge of human blood groups, and for their brilliant application of this knowledge to problems in the fields of immunology, genetics, and clinical medicine» | [ 85 ] [ 86 ]   |
| 1972 | Олег Горникевич                    | За разъяснение биохимических поражений при болезни Паркинсона и другие его вклады в наши знания о физиологии мозга. Оригинальный текст (англ.)«For his elucidation of the biochemical lesion in Parkinson's disease, and his other contributions to our knowledge of the physiology of the brain» | [ 87 ]          |
| 1972 | Britton Chance                     | За его изобретательность в разработке биофизических методов наблюдения за молекулярными событиями в живых тканях, клетках и органеллах и за его уникальное воображение в применении этих методов для преодоления разрыва между нашими знаниями об изолированных ферментах и явлениями физиологии и фармакологии. Оригинальный текст (англ.)«For his ingenuity in devising biophysical techniques for the observation of molecular events in living tissues, cells and organelles and for his unique imaginativeness in applying these techniques to bridge the gap between our knowledge of isolated enzymes and the phenomena of physiology and pharmacology» | [ 88 ]          |
| 1972 | Суне Бергстрём                     | В знак признания его вклада в идентификацию и химическую характеристику простагландинов, повсеместно распространенных среди тканей млекопитающих и обладающих разнообразной биологической активностью. Оригинальный текст (англ.)«In recognition of his contributions to the identification and chemical characterization of the prostaglandins, ubiquitous among mammalian tissues and having diverse biological activities» | [ 89 ]          |
| 1973 | Roscoe O. Brady                    | За его работу по энзимологии сложных липидов и его вклад в лечение болезней накопления липидов. Оригинальный текст (англ.)«For his work on the enzymology of complex lipids and his contribution to the management of lipid storage diseases» | [ 90 ]          |
| 1973 | Денис Парсонс Беркитт              | За выявление, клиническое описание и блестящее эпидемиологическое исследование необычной лимфомы в Африке, которая теперь носит его имя. Оригинальный текст (англ.)«For his recognition, clinical description and brilliant epidemiological study of the unusual lymphoma in Africa which now bears his name» | [ 91 ]          |
| 1973 | John Charnley                      | За научный вклад в биомеханику суставов и, в частности, за разработку практического метода артропластики с низким коэффициентом трения при артрите тазобедренного сустава. Оригинальный текст (англ.)«For his scholarly contributions to the biomechanics and lubrication of joints and, in particular, for his development of a practical, low friction arthroplasty for arthritis of the hip» | [ 92 ]          |
| 1973 | Кимисигэ Исидзака Тэруко Исидзака  | За идентификацию и описание нового класса иммуноглобулинов, IgE, что привело к более глубокому пониманию аллергических механизмов. Оригинальный текст (англ.)«For the identification and characterization of the new immunoglobulin class, IgE, which has led to an increased understanding of allergic mechanisms» | [ 93 ]          |
| 1973 | Harold E. Johns                    | За его пионерную работу в области разработки кобальтовой и высокоэнергетической радиотерапии, а также за его большой вклад в образование и исследования в области клинической физики и биофизики. Оригинальный текст (англ.)«For his pioneer work in the development of cobalt and high energy radiotherapy and for his many contributions to education and research in the fields of clinical physics and biophysics» | [ 94 ]          |
| 1974 | Дейвид Балтимор Хоуард Темин       | Оригинальный текст (англ.)«For innovative and significant research on the mechanism of action of viruses in relation to tumor production» | [ 95 ] [ 96 ]   |
| 1974 | Роже Гиймен Эндрю Шалли            | Оригинальный текст (англ.)«For outstanding work on the identification, synthesis and clinical application of hypothalamic releasing hormones» | [ 97 ] [ 98 ]   |
| 1974 | Hector DeLuca                      | Оригинальный текст (англ.)«For his elucidation of the metabolism of vitamin D» | [ 99 ]          |
| 1974 | Hans J. Müller-Eberhard            | Оригинальный текст (англ.)«For his contributions to our understanding of the molecular basis of the complement system in man» | [ 100 ]         |
| 1974 | Юда Герш Квостэл                   | Оригинальный текст (англ.)«In recognition of his many contributions during a long career in biochemical research» | [ 101 ]         |
| 1975 | Ernest Beutler                     | Оригинальный текст (англ.)«For elucidating the biochemical and genetic basis of the hemolytic anemias related to glucose-6-phosphate dehydrogenase deficiency, and other studies on human erythrocytes» | [ 102 ]         |
| 1975 | Барух Бламберг                     | Оригинальный текст (англ.)«In recognition of his discovery of the Australia antigen in 1963 and its association with hepatitis in 1967, greatly enhancing our knowledge of viral hepatitis type B, and its prevention» | [ 103 ]         |
| 1975 | Анри Эрс                           | Оригинальный текст (англ.)«For fundamental discoveries related to glycogen metabolism and its disorders, disorders of fructose metabolism and the lysosomal basis of several inborn errors of metabolism» | [ 104 ]         |
| 1975 | Хью Хаксли                         | Оригинальный текст (англ.)«In recognition of outstanding contributions to our understanding of the molecular basis of muscle contraction» | [ 105 ]         |
| 1975 | John D. Keith                      | Оригинальный текст (англ.)«In recognition of his many and important contributions to our understanding of the natural history of congenital heart disease, which have formed the basis for the modern treatment of congenital heart malformations» | [ 106 ]         |
| 1975 | William Thornton Mustard           | Оригинальный текст (англ.)«In recognition of his outstanding contributions in the area of cardiovascular surgery, in particular the achievement of the ingenious operation for the transposition of the great vessels, for which the operation now bears his name» | [ 107 ]         |
| 1976 | Годфри Хаунсфилд                   | Оригинальный текст (англ.)«In recognition of his outstanding contributions to the care of patients by the pioneer development of computerized tomography» | [ 108 ]         |
| 1976 | Thomas R. Dawber William B. Kannel | Оригинальный текст (англ.)«For their careful epidemiologic studies, revealing risk factors in cardiovascular disease which have important implications for the prevention of these disorders» | [ 109 ] [ 110 ] |
| 1976 | Юджин Кеннеди                      | Оригинальный текст (англ.)«For his elucidation of the biochemical pathways involved in triglyceride and phospholipid synthesis» | [ 111 ]         |
| 1976 | Георг Клейн                        | Оригинальный текст (англ.)«For his contributions to our understanding of the biology of neoplastic cells and his distinguished work in tumour immunology» | [ 112 ]         |
| 1976 | Джордж Снелл                       | Оригинальный текст (англ.)«For his identification of the major histocompatibility complex in mice, and for establishing methods of study fundamental to immunogenetics» | [ 113 ]         |
| 1977 | Карл Фрэнк ОстинK. Frank Austen    | Оригинальный текст (англ.)«For his contributions to our understanding of the factors involved in the initiation, amplification and control of the inflammatory response» | [ 114 ]         |
| 1977 | Cyril Clarke                       | Оригинальный текст (англ.)«In recognition of his original and far-reaching contributions to the prevention of haemolytic disease of the newborn» | [ 115 ]         |
| 1977 | Жан Доссе                          | Оригинальный текст (англ.)«For recognition of the effects of histocompatibility antigens in humans, and his continuing leadership in the application of this knowledge to such diverse fields as transplantation immunology and the study of genetically determined diseases» | [ 116 ]         |
| 1977 | Генри Джордж Фризен                | Оригинальный текст (англ.)«In recognition of his contributions to the understanding of the biochemistry, physiology and pathophysiology of lactogenic hormones and, in particular, for the identification of human prolactin» | [ 117 ]         |
| 1977 | Виктор Маккьюсик                   | Оригинальный текст (англ.)«In recognition of his many contributions to the development of the field of clinical genetics and his role in placing human genetics in the mainstream of clinical medicine» | [ 118 ]         |
| 1978 | Сидней Бреннер                     | Оригинальный текст (англ.)«In recognition of his highly original and conceptual contributions to molecular biology, and to the understanding of how genetic information is read and translated» | [ 119 ]         |
| 1978 | Жан-Пьер Шанжё                     | Оригинальный текст (англ.)«In recognition of his pioneering work in purifying and elucidating the mechanisms of the cholinergic receptor» | [ 120 ]         |
| 1978 | Donald S. Fredrickson              | Оригинальный текст (англ.)«For his contributions to our understanding of the genetic, biochemical and clinical aspects of the hyperlipoproteinemias» | [ 121 ]         |
| 1978 | Samuel O. Freedman Phil Gold       | Оригинальный текст (англ.)«In recognition of their discovery of carcinoembryonic antigen, and for studies which elucidated its biological and clinical significance» | [ 122 ] [ 123 ] |
| 1978 | Эдвин Кребс                        | Оригинальный текст (англ.)«For elucidating fundamental biochemical mechanisms related to glycogen breakdown: pioneer work that has enhanced our knowledge of hormone action» | [ 124 ]         |
| 1978 | Элизабет Миллер Джеймс Миллер      | Оригинальный текст (англ.)«In recognition of their many important contributions to our understanding of how environmental chemicals, both naturally occurring and man made, induce cancer» | [ 125 ] [ 126 ] |
| 1978 | Lars Terenius                      | Оригинальный текст (англ.)«For his development of radioreceptor methods, their application to opiates and the detection of an endogenous opiate-like substance in the nervous system» | [ 127 ]         |
| 1979 | Джеймс Уайт Блэк                   | Оригинальный текст (англ.)«In recognition of his role in the identification of amine receptors and in the development of the receptor-blocking drugs, Propranolol and Cimetidine» | [ 128 ]         |
| 1979 | George F. Cahill Jr.               | Оригинальный текст (англ.)«In recognition of his contributions to our understanding of the interrelationships of hormones and body fuels in differing nutritional states of man» | [ 129 ]         |
| 1979 | Уолтер Гилберт                     | Оригинальный текст (англ.)«In recognition of his contributions to our understanding of gene replication and regulation, and of the development of methods for sequencing of DNA and their application to studies of gene organization» | [ 130 ]         |
| 1979 | Элвуд Вернон Дженсен               | Оригинальный текст (англ.)«In recognition of his discovery of steroid receptors which has led to the elucidation of the action of steroid hormones and to the development of tests guiding endocrine treatment for cancer of the breast» | [ 131 ]         |
| 1979 | Фредерик Сенгер                    | Оригинальный текст (англ.)«In recognition of his development of methods for the sequencing of DNA and of his contributions to new concepts of gene structure» | [ 82 ]          |
| 1979 | Чарльз Скрайвер                    | Оригинальный текст (англ.)«In recognition of his contribution to understanding of genetic disease and, in particular, the detection of genetically-determined disease in large population groups, and the development of treatment programs for these disorders» | [ 132 ]         |

### 1980-е годы
| Год  | Лауреат                                               | Обоснование награды | Источник                |
| ---- | ----------------------------------------------------- | --- | ----------------------- |
| 1980 | Пол Берг                                              | «В знак признания его вклада в наше понимание механизмов синтеза белка и взаимодействия вирусных и клеточных генов в регулировании роста и деления»Оригинальный текст (англ.)«In recognition of his contributions to our understanding of the mechanisms of protein synthesis and of the interplay of viral and cellular genes in regulating growth and division»                                       | [ 133 ]                 |
| 1980 | Irving B. Fritz                                       | «За открытие роли карнитина в регуляции метаболизма жирных кислот»Оригинальный текст (англ.)«For his discovery of the role of carnitine in the regulation of fatty acid metabolism» | [ 134 ]                 |
| 1980 | Хар Гобинд Корана                                     | Оригинальный текст (англ.)«For the chemical synthesis of a functional gene» | [ 135 ]                 |
| 1980 | Эфраим Рэкер                                          | «За его вклад в наши знания об энергетическом метаболизме в клетках и транспорте в биологических мембранах»Оригинальный текст (англ.)«For his contributions to our knowledge of energy metabolism in cells and of transport in biological membranes» | [ 136 ]                 |
| 1980 | Jesse Roth                                            | «За выяснение механизмов, посредством которых инсулин и другие пептидные гормоны взаимодействуют с клетками, и способов, которыми эти взаимодействия изменяются при болезненных состояниях»Оригинальный текст (англ.)«For the elucidation of mechanisms through which insulin and other peptide hormones interact with cells and of the ways in which these interactions are altered in disease states» | [ 137 ]                 |
| 1980 | Михаэль Села                                          | «За фундаментальный вклад в наше понимание молекулярных основ иммуногенности»Оригинальный текст (англ.)«For his fundamental contribution to our understanding of the molecular basis of immunogenicity» | [ 138 ]                 |
| 1981 | Майкл Стюарт Браун Джозеф Леонард Голдстайн           | «За открытие роли рецепторно-опосредованного поглощения липопротеинов в регуляции метаболизма холестерина»Оригинальный текст (англ.)«For their discovery of the role of receptor-mediated uptake of lipoproteins in the regulation of cholesterol metabolism» | [ 139 ] [ 140 ]         |
| 1981 | Wai Yiu Cheung Jerry H.-C. Wang                       | «За открытие кальмодулина»Оригинальный текст (англ.)«For their discovery of calmodulin» | [ 141 ] [ 142 ]         |
| 1981 | Жорж Кёлер Сесар Мильштейн                            | «В знак признания того, что они применяют метод слияния клеток для формирования бессмертных клеточных линий, которые продуцируют антитела с единственной специфичностью»Оригинальный текст (англ.)«In recognition of their application of a cell-fusion technique to form immortal cell lines which produce antibodies of a single specificity»                                                         | [ 143 ] [ 144 ]         |
| 1981 | Элизабет Ньюфилд                                      | «В знак признания её объяснения дефектов ферментов при некоторых мукополисахаридных болезнях накопления»Оригинальный текст (англ.)«In recognition of her elucidation of the enzyme defects in some mucopolysaccharide storage diseases» | [ 145 ]                 |
| 1981 | Saul Roseman                                          | «В знак признания его новаторских исследований биосинтеза сложных углеводов, их роли в межклеточных взаимодействиях и транспорта сахаров в клетки»Оригинальный текст (англ.)«In recognition of his pioneering studies on the biosynthesis of complex carbohydrates, on their role in cell-cell interactions, and on the transport of sugars into cells»                                                 | [ 146 ]                 |
| 1981 | Бенгт Самуэльсон                                      | За идентификацию тромбоксанов и лейкотриенов и за выяснение механизма их действия»Оригинальный текст (англ.)«For his identification of thromboxanes and leukotrienes, and for his elucidation of their mechanism of action» | [ 147 ]                 |
| 1982 | Gilbert Ashwell                                       | «За его вклад в наше понимание механизмов, с помощью которых углеводные маркеры регулируют распознавание и поглощение белков клетками»Оригинальный текст (англ.)«For his contributions to our understanding of the mechanisms by which carbohydrate markers regulate the recognition and uptake of proteins by cells»                                                                                   | [ 148 ]                 |
| 1982 | Гюнтер Блобел                                         | «За его вклад в понимание того, как вновь синтезированные белки транспортируются внутри клеток» Оригинальный текст (англ.)«For his contributions to our understanding of the ways in which newly-synthesized proteins are transported within cells» | [ 149 ]                 |
| 1982 | Арвид Карлссон                                        | «За его вклад в наше понимание роли аминов, особенно дофамина, как нейротрансмиттеров»Оригинальный текст (англ.)«For his contributions to our understanding of the role of amines, particularly dopamine, as neurotransmitters» | [ 150 ]                 |
| 1982 | Пол Янссен                                            | «В знак признания его изобретения галоперидола и родственных ему лекарств, полезных для лечения психических заболеваний»Оригинальный текст (англ.)«In recognition of his invention of haloperidol and related drugs useful in the treatment of mental illness» | [ 151 ]                 |
| 1982 | Manfred M. Mayer                                      | «За его вклад в наше понимание функции комплемента» Оригинальный текст (англ.)«For his contributions to our understanding of the function of complement» | [ 152 ]                 |
| 1983 | Donald Henderson                                      | «За ведущую роль в программе Всемирной организации здравоохранения по искоренению оспы во всем мире»Оригинальный текст (англ.)«For his leading role in the World Health Organization program that eradicated smallpox throughout the world» | е                       |
| 1983 | Брюс Эймс                                             | «За разработку быстрого и чувствительного скринингового теста, выявляющего потенциальные канцерогены в окружающей среде» Оригинальный текст (англ.)«For his development of a rapid and sensitive screening test that detects potential carcinogens in our environment» | [ 154 ]                 |
| 1983 | Gerald D. Aurbach                                     | «За новаторскую работу по очистке паратиреоидного гормона и продолжающиеся исследования механизма его действия»Оригинальный текст (англ.)«For his pioneering work in the purification of parathyroid hormone and his continuing studies of its mechanism of action» | [ 155 ]                 |
| 1983 | John Allen Clements                                   | «За характеристику лёгочного сурфактанта и его вклад в наше понимание респираторного дистресс-синдрома у младенцев»Оригинальный текст (англ.)«For his characterization of pulmonary surfactant and his contributions to our understanding of the respiratory distress syndrome in infants» | [ 156 ]                 |
| 1983 | Richard K. Gershon                                    | «За выяснение роли субпопуляций лимфоцитов в регуляции иммунного ответа»Оригинальный текст (англ.)«For his elucidation of the role of subpopulations of lymphocytes in regulating the immune response» | [ 157 ]                 |
| 1983 | Судзуми Тонегава                                      | «За открытие того, что разнообразие антител возникает в результате соматической рекомбинации и мутации генов»Оригинальный текст (англ.)«For his discovery that antibody diversity is produced by somatic recombination and mutation of genes» | [ 158 ]                 |
| 1984 | Джон Майкл Бишоп Харолд Вармус                        | За исследований вирусных и клеточных онкогенов, которые расширяют наши представления о молекулярных основах рака человека. Оригинальный текст (англ.)«For research on viral and cellular oncogenes that extends our understanding of the molecular basis of human cancer» | [ 159 ] [ 160 ]         |
| 1984 | Альфред Гилман Мартин Родбелл                         | За выяснение механизма, с помощью которого пептидные гормоны действуют через клеточные мембраны, влияя на функцию клеток. Оригинальный текст (англ.)«For elucidating the mechanism by which peptide hormones act across cell membranes to influence cell function» | [ 161 ] [ 162 ]         |
| 1984 | Кань Ютвай                                            | За открытие полиморфизма ДНК при серповидно-клеточной анемии и талассемии и его применение в дородовой диагностике болезней человека. Оригинальный текст (англ.)«For his discovery of DNA polymorphism in sickle cell disease and thalassemia and its application to the antenatal diagnosis of human disease»                                                                                          | [ 163 ]                 |
| 1984 | Krešimir Krnjević                                     | За исследования механизмов коммуникации клеток мозга. Оригинальный текст (англ.)«For his research on the mechanisms of brain cell communication» | [ 164 ]                 |
| 1984 | Robert Noble                                          | За открытие важного противоопухолевого препарата Винбластин. Оригинальный текст (англ.)«For his discovery of the important anticancer drug Vinblastine» | [ 165 ]                 |
| 1985 | Стэнли Коэн                                           | Оригинальный текст (англ.)«In recognition of his research on growth factors, and particularly for the isolation, purification and elucidation of the function of epidermal growth factor» | [ 166 ]                 |
| 1985 | Пол Лотербур                                          | Оригинальный текст (англ.)«For first proposing the use of nuclear magnetic resonance to produce images and demonstrating its application to human disease» | [ 167 ]                 |
| 1985 | Раймон Лемьё                                          | Оригинальный текст (англ.)«For his contributions to the organic synthesis and structural analysis of oligosaccharides with human blood-group antigen specificity» | [ 168 ]                 |
| 1985 | Мэри Лайон                                            | Оригинальный текст (англ.)«For her contributions to our understanding of X-chromosome inactivation and its significance in normal and abnormal development» | [ 169 ]                 |
| 1985 | Марк Ташне Чарлз Яновский                             | Оригинальный текст (англ.)«For their many contributions in the field of molecular genetics, especially in the field of gene regulation» | [ 170 ] [ 171 ]         |
| 1986 | Jean-Francois Borel                                   | Оригинальный текст (англ.)«For the discovery of the immunosuppressive properties of cyclosporine A» | [ 172 ]                 |
| 1986 | Джеймс Дарнелл Филлип Шарп                            | Оригинальный текст (англ.)«For increasing our understanding of RNA processing and gene expression» | [ 173 ] [ 174 ]         |
| 1986 | Adolfo J. de Bold T. Geoffrey Flynn Harald Sonnenberg | Оригинальный текст (англ.)«For the discovery and characterization of atrial natriuretic factor» | [ 175 ] [ 176 ] [ 177 ] |
| 1986 | Дохерти, Питер Рольф Цинкернагель                     | Оригинальный текст (англ.)«For extending our understanding of the interaction of T lymphocytes with cells bearing foreign antigens» | [ 178 ] [ 179 ]         |
| 1986 | Майкл Смит                                            | Оригинальный текст (англ.)«For the development and use of the technique of site-specific mutagenesis» | [ 180 ]                 |
| 1987 | Рене Фавалоро                                         | Оригинальный текст (англ.)«For the introduction and development of coronary artery bypass surgery» | [ 181 ]                 |
| 1987 | Роберт Галло Люк Монтанье                             | Оригинальный текст (англ.)«For the identification and isolation of the virus causing acquired immune deficiency syndrome» | [ 182 ] [ 183 ]         |
| 1987 | Вальтер Геринг Эдвард Льюис                           | Оригинальный текст (англ.)«For the identification and analysis of genes that control embryonic development» | [ 184 ] [ 185 ]         |
| 1987 | Эрик Кандел                                           | Оригинальный текст (англ.)«For elucidating the mechanisms of learning and memory in nerve cells» | [ 186 ]                 |
| 1987 | Майкл Россман                                         | Оригинальный текст (англ.)«For contributions to the field of x-ray crystallography and its application to the structure of the common cold virus» | [ 187 ]                 |
| 1988 | Альберт Агуайо                                        | Оригинальный текст (англ.)«For the discovery that regrowth and restoration of neural connections is possible in the injured adult mammalian central nervous system» | [ 188 ]                 |
| 1988 | Майкл Берридж Ясутоми Нисидзука                       | Оригинальный текст (англ.)«For his work in establishing the roles of inositol trisphosphate, diacylglycerol, calcium and protein kinase C during signal transduction and in growth and differentiation» | [ 189 ] [ 190 ]         |
| 1988 | Томас Роберт Чек                                      | Оригинальный текст (англ.)«For the discovery that some forms of RNA have catalytic properties» | [ 191 ]                 |
| 1988 | Майкл Энтони Эпстайн                                  | Оригинальный текст (англ.)«For the identification of the Epstein-Barr virus» | [ 192 ]                 |
| 1988 | Роберт Лефковиц                                       | Оригинальный текст (англ.)«For contributions to our understanding of the structure and regulation of adrenergic receptors» | [ 193 ]                 |
| 1989 | Марк Дэвис Tak W. Mak                                 | Оригинальный текст (англ.)«For contributions to the cloning and sequencing of the gene for the T-cell receptor» | [ 194 ] [ 195 ]         |
| 1989 | Jean-Marie Ghuysen                                    | Оригинальный текст (англ.)«For elucidating the mechanism of action of the beta-Iactam group of antibiotics» | [ 196 ]                 |
| 1989 | Louis M. Kunkel Ronald G. Worton                      | Оригинальный текст (англ.)«For contributions to the isolation and cloning of the gene for Duchenne/Becker muscular dystrophy» | [ 197 ] [ 198 ]         |
| 1989 | Эрвин Неер Берт Сакман                                | Оригинальный текст (англ.)«For the development of the patch clamp technique» | [ 199 ] [ 200 ]         |

### 1990-е годы
| Год  | Лауреат                                       | Обоснование награды | Источник                |
| ---- | --------------------------------------------- | --- | ----------------------- |
| 1990 | Френсис Коллинз John R. Riordan Lap-Chee Tsui | Оригинальный текст (англ.)«For contributions to the identification of the gene for cystic fibrosis» | [ 201 ] [ 202 ] [ 203 ] |
| 1990 | Виктор Лин                                    | Оригинальный текст (англ.)«For his discovery of the role of P-glycoprotein in the development of multidrug resistance of cancer cells» | [ 204 ]                 |
| 1990 | Оливер Смитис Эдвин Саузерн                   | Оригинальный текст (англ.)«For the discovery, development and application of gel electrophoresis methods that allow the separation and identification of specific proteins and nucleic acids» | [ 205 ] [ 206 ]         |
| 1990 | Эдвард Донналл Томас                          | Оригинальный текст (англ.)«For the development of bone marrow transplantation as a therapy for leukemia and other blood disorders» | [ 207 ]                 |
| 1991 | Сидней Бреннер                                | Оригинальный текст (англ.)«For establishing C. elegans as a model for studying the genetic control of development» | [ 119 ]                 |
| 1991 | Джон Салстон                                  | Оригинальный текст (англ.)«For establishing C. elegans as a model for studying genetic control of development» | [ 208 ]                 |
| 1991 | Джуда Фолкман                                 | Оригинальный текст (англ.)«For his contributions to our understanding of the process of angiogenesis» | [ 209 ]                 |
| 1991 | Роберт Ферчготт                               | Оригинальный текст (англ.)«For his discovery and characterization of endothelial relaxing factor» | [ 210 ]                 |
| 1991 | David MacLennan                               | Оригинальный текст (англ.)«For his contributions to our understanding of muscle membranes and ion transport» | [ 211 ]                 |
| 1991 | Кэри Муллис                                   | Оригинальный текст (англ.)«For his discovery of the polymerase chain reaction» | [ 212 ]                 |
| 1992 | Леланд Хартвелл Ёсио Мацуи Пол Нерс           | Оригинальный текст (англ.)«In recognition of their contributions in the field of cell cycle regulation» | [ 213 ] [ 214 ] [ 215 ] |
| 1992 | Ричард Пето                                   | Оригинальный текст (англ.)«For his contributions to the design and analysis of clinical trials» | [ 216 ]                 |
| 1992 | Берт Фогельштейн Роберт Вайнберг              | Оригинальный текст (англ.)«For elucidating the genetic events leading to the development of specific cancers» | [ 217 ] [ 218 ]         |
| 1993 | Марио Капекки Оливер Смитис                   | Оригинальный текст (англ.)«For pioneering work in the use of homologous recombination to generate targeted mutations in the mouse» | [ 205 ] [ 219 ]         |
| 1993 | Alvan Feinstein                               | Оригинальный текст (англ.)«For his leading role in the establishment of the discipline of clinical epidemiology» | [ 220 ]                 |
| 1993 | Стенли Прузинер                               | Оригинальный текст (англ.)«For elucidating the role of a novel infectious particle in certain diseases of the nervous system» | [ 221 ]                 |
| 1993 | Майкл Тер-Погосян                             | Оригинальный текст (англ.)«For contributions to the development and application of positron emission tomography» | [ 222 ]                 |
| 1994 | Памела Бьоркман Don Craig Wiley               | Оригинальный текст (англ.)«For contributions to our understanding of the immune system by elucidation of the complex formed between MHC class I proteins and peptides derived from foreign antigens» | [ 223 ] [ 224 ]         |
| 1994 | Энтони Хантер Энтони Джеймс Поусон            | Оригинальный текст (англ.)«For contributions to our understanding of the role of tyrosine kinases in signal transduction pathways that control cell growth» | [ 225 ] [ 226 ]         |
| 1994 | Дональд Меткалф                               | Оригинальный текст (англ.)«For contributions to the clinical use of colony-stimulating factors in the treatment of depressed hematopoiesis» | [ 227 ]                 |
| 1995 | Брюс Альбертс Артур Корнберг                  | Оригинальный текст (англ.)«For fundamental contributions to our understanding of the replication of DNA» | [ 228 ] [ 229 ]         |
| 1995 | Роджер Тсиен                                  | Оригинальный текст (англ.)«For the design, synthesis and use of molecules to measure and manipulate intracellular signalling» | [ 230 ]                 |
| 1996 | Роберт Лэнджер                                | Оригинальный текст (англ.)«For discoveries that led to the development of controlled drug release systems» | [ 231 ]                 |
| 1996 | Барри Маршалл                                 | Оригинальный текст (англ.)«For the discovery of the role of Helicobacter Pylori as a cause of peptic ulcer disease and the benefit that patients receive from its eradication» | [ 232 ]                 |
| 1996 | Роули, Дженет                                 | Оригинальный текст (англ.)«For establishing the critical importance of chromosomal rearrangement as a specific cause of human cancer and for a lifetime of research to identify the genes that are rearranged to cause leukemia and lymphoma» | [ 233 ]                 |
| 1996 | Джеймс Ротман Рэнди Шекман                    | Оригинальный текст (англ.)«For the identification of proteins involved in intracellular traffic and vesicle fusion» | [ 234 ] [ 235 ]         |
| 1997 | Corey Goodman                                 | Оригинальный текст (англ.)«For his many contributions to development neurobiology, in particular for his initial cellular and subsequent molecular and genetic dissection of the mechanisms controlling the guidance of neuronal growth cones to find and recognize their correct targets»                                                                               | [ 236 ]                 |
| 1997 | Richard O. Hynes Erkki Ruoslahti              | Оригинальный текст (англ.)«For the discovery and characterization of the molecules responsible for cell-substrate adhesion including fibronections and integrins: and for recognizing the importance of extracellular matrix-cell interactions in modulating cell phenotype, and their clinical relevance in such fields as cancer, blood coagulation and wound healing» | [ 237 ] [ 238 ]         |
| 1997 | Альфред Кнудсон                               | Оригинальный текст (англ.)«For his development of a two-hit mutational hypothesis for the origin of cancer that related hereditary and non-hereditary forms of retinoblastoma and other tumors; this hypothesis has become a paradigm for mutational theories on the origins of cancer and led directly to the concept of suppressor oncogenes»                          | [ 239 ]                 |
| 1998 | Элизабет Блэкбёрн Кэрол Грейдер               | Оригинальный текст (англ.)«For the discovery of the structure of telomeres and the enzyme that synthesizes them» | [ 240 ] [ 241 ]         |
| 1998 | Giuseppe Attardi Walter Neupert               | Оригинальный текст (англ.)«For his pioneering contribution to our understanding of the structure of the human mitochondrial genome and its role in human disease» | [ 242 ] [ 243 ]         |
| 1998 | Готфрид Шац                                   | Оригинальный текст (англ.)«For the discovery of the transport of proteins into mitochondria» | [ 244 ]                 |
| 1999 | Аврам Гершко Александр Варшавский             | Оригинальный текст (англ.)«For the discovery of the ubiquitin system of intracellular protein degradation and its many functions in the cell» | [ 245 ] [ 246 ]         |
| 1999 | Роберт Хорвиц Andrew Wyllie                   | Оригинальный текст (англ.)«In recognition of their pioneering contribution to our understanding of apoptosis» | [ 247 ] [ 248 ]         |

### 2000-е годы
| Год  | Лауреат                                        | Обоснование награды | Источник                |
| ---- | ---------------------------------------------- | --- | ----------------------- |
| 2000 | Роберт Редер Роджер Корнберг                   | Оригинальный текст (англ.)«For their studies on the transcription machinery and elucidation of the basic mechanisms of transcription in eukaryotic cells» | [ 249 ] [ 250 ]         |
| 2000 | Alain Townsend Emil R. Unanue                  | Оригинальный текст (англ.)«For their discovery of the molecular and cellular basis of antigen processing leading to our understanding of the physiological role of histocompatibility molecules and T lymphocyte antigen recognition»                                                                     | [ 251 ] [ 252 ]         |
| 2000 | Jack Hirsh                                     | Оригинальный текст (англ.)«In recognition of his pioneering contributions to our understanding of the diagnosis, prevention and treatment of thromboembolic disorders» | [ 253 ]                 |
| 2001 | Clay Armstrong Bertil Hille Родерик Маккинон   | Оригинальный текст (англ.)«For the elucidation of the mechanism of action and molecular structure of cation channels» | [ 254 ] [ 255 ] [ 256 ] |
| 2001 | Marc Kirschner                                 | Оригинальный текст (англ.)«For his pioneering work in the understanding of the structure, function and dynamics of microtubules» | [ 257 ]                 |
| 2002 | Френсис Коллинз (Award of Merit)               | Оригинальный текст (англ.)«For his outstanding leadership in the Human Genome Project and particularly for the international effort to map and sequence the human and other genomes» | [ 201 ]                 |
| 2002 | Джеймс Дьюи Уотсон (Award of Merit)            | Оригинальный текст (англ.)«For his 50 years of unparalelled contributions to biology and medical science, and in particular for his critical international leadership during the creation of the Human Genome Project»                                                                                    | [ 258 ]                 |
| 2002 | Philip Palmer Green                            | Оригинальный текст (англ.)«For his contributions to development of the computational tools essential for sequencing of the human genome» | [ 259 ]                 |
| 2002 | Эрик Лэндер Джон Салстон Роберт Уотерсон       | Оригинальный текст (англ.)«For their major seminal contributions to the sequencing of the human and other genomes» | [ 208 ] [ 260 ] [ 261 ] |
| 2002 | Maynard V. Olson                               | Оригинальный текст (англ.)«For his original concepts, and for technological and experimental innovations that were critical for the sequencing of the mammalian genomes» | [ 262 ]                 |
| 2002 | Крейг Вентер                                   | Оригинальный текст (англ.)«For his major advancement of whole genome sequencing and its applications to microbial, human and other genomes» | [ 263 ]                 |
| 2002 | Michael S. Waterman                            | Оригинальный текст (англ.)«For his contributions to computational molecular biology that greatly facilitated sequencing of the human genome» | [ 264 ]                 |
| 2002 | Jean Weissenbach                               | Оригинальный текст (англ.)«For his unique contributions in creating a detailed genetic map of the human genome» | [ 265 ]                 |
| 2003 | Ричард Эксел Линда Бак                         | Оригинальный текст (англ.)«For their discovery of the olfactory receptors and the clarification of how these receptors transfer olfactory signals to the brain» | [ 266 ] [ 267 ]         |
| 2003 | Wayne Hendrickson                              | Оригинальный текст (англ.)«For contributions to macromolecular crystallography, in the development of robust methods of phasing and refinement, and in the determination of complex and biologically important structures»                                                                                | [ 268 ]                 |
| 2003 | Сэйдзи Огава                                   | Оригинальный текст (англ.)«For his development of blood oxygenation dependent imaging which has revolutionized the field of functional magnetic resource imaging (fMRI), and used extensively to study brain function»                                                                                    | [ 269 ]                 |
| 2003 | Ральф Стайнман                                 | Оригинальный текст (англ.)«For his discovery and characterization of the role of the dendritic cell, a pivotal phagocytic cell in the immune system and essential to the development of vaccines» | [ 270 ]                 |
| 2004 | Сеймур Бензер                                  | Оригинальный текст (англ.)«For pioneering discoveries that both founded and greatly advanced an entire field of neurogenetics, thereby transforming our understanding of the brain and its mechanisms» | [ 38 ]                  |
| 2004 | R. John Ellis Франц-Ульрих Хартль Артур Хорвич | Оригинальный текст (англ.)«For his fundamental discoveries concerning chaperone assisted protein folding in the cell and its relevance to neurodegeneration» | [ 271 ] [ 272 ] [ 273 ] |
| 2004 | George Sachs                                   | Оригинальный текст (англ.)«For his elucidation of mechanisms of gastric acid secretion and the development of novel therapies for gastric disease» | [ 274 ]                 |
| 2005 | Бренда Милнер Эндель Тульвинг                  | Оригинальный текст (англ.)«For pioneering research in the understanding of human memory, and providing the necessary framework within which findings in neuroanatomy, neuroplysiology, and neuropharmacology can be integrated»                                                                           | [ 275 ] [ 276 ]         |
| 2005 | Дуглас Коулман Джеффри Фридман                 | Оригинальный текст (англ.)«For contributions to our understanding of obesity and particularly for the discovery of the adipose tissue hormone, leptin» | [ 277 ] [ 278 ]         |
| 2005 | Эндрю Файер Крейг Мелло                        | Оригинальный текст (англ.)«For the discovery of RNA interference which initiated a revolution in the study and use of RNA in gene silencing» | [ 279 ] [ 280 ]         |
| 2006 | Ralph L. Brinster                              | Оригинальный текст (англ.)«For his pioneering discoveries in germ line modifications in mammals» | [ 281 ]                 |
| 2006 | Рональд Марк Эванс                             | Оригинальный текст (англ.)«For his seminal studies defining new classes of nuclear hormone receptors and elucidating their role in energy metabolism and endocrine-related disease» | [ 282 ]                 |
| 2006 | Алан Холл Томас Поллард                        | Оригинальный текст (англ.)«For his discoveries related to understanding the cytoskeleton of the cell and the basis of cell mobility and its relevance to human disease» | [ 283 ] [ 284 ]         |
| 2006 | Джоан Стейц                                    | Оригинальный текст (англ.)«For her discovery of the reactivity of autoimmune sera with ribonucleoprotein particles and elucidation of the roles of small nuclear RNAs in messenger RNA processing» | [ 285 ]                 |
| 2007 | Чарльз Дэвид Эллис                             | Оригинальный текст (англ.)«For his transforming studies demonstrating the link between chromatin structure and gene transcription and elucidating the mechanisms by which a variety of post-translational modifications of histones are involved in gene expression and genome maintenance and stability» | [ 286 ]                 |
| 2007 | Kim A. Nasmyth                                 | Оригинальный текст (англ.)«For his discovery of the mechanism of chromosome segregation during cell division, which has profound implications for our understanding of chromosome non-disjunction in human cancer and other genetic diseases»                                                             | [ 287 ]                 |
| 2007 | Harry F. Noller Томас Стейц                    | Оригинальный текст (англ.)«For his studies on the structure and function of the ribosome which showed that the peptidyl transferase was an RNA catalyzed reaction, and for revealing the mechanism of inhibition of this function by antibiotics»                                                         | [ 288 ] [ 289 ]         |
| 2007 | Деннис Слэмон                                  | Оригинальный текст (англ.)«For the development of targeted therapy Herceptin against advanced breast cancer expressing the Her-2/Neu oncogene resulting in more effective therapy for breast cancer» | [ 290 ]                 |
| 2008 | Харальд цур Хаузен                             | Оригинальный текст (англ.)«For the discovery of the causative role of papilloma viruses in cancer of the cervix which led to the development of a successful HPV vaccine» | [ 291 ]                 |
| 2008 | Гэри Равкан Виктор Эмброс                      | Оригинальный текст (англ.)«For the discovery and characterization of micro RNA's, important in the regulations of gene function» | [ 292 ] [ 293 ]         |
| 2008 | Нахум Зоненберг                                | Оригинальный текст (англ.)«For his pioneering discoveries in cellular translation of genetic information» | [ 294 ]                 |
| 2008 | Samuel Weiss                                   | Оригинальный текст (англ.)«For his seminal discovery of adult neural stem cells in the mammalian brain and its importance in nerve cell regeneration» | [ 295 ]                 |
| 2009 | Питер Уолтер Мори Кадзутоси                    | Оригинальный текст (англ.)«For the dissection and elucidation of a key pathway in the unfolded protein response which regulates protein folding in the cell» | [ 296 ] [ 297 ]         |
| 2009 | Люси Шапиро Ричард Лозик                       | Оригинальный текст (англ.)«For the discovery of mechanisms that define cell polarity and asymmetric cell division, processes key in cell differentiation and in the generation of cell diversity» | [ 298 ] [ 299 ]         |
| 2009 | Синъя Яманака                                  | Оригинальный текст (англ.)«For his demonstration that the key transcription factors which specify pluripotency may become reprogrammed somatic cells to pluripotent stem cells» | [ 300 ]                 |

### 2010-е годы
| Год  | Лауреат                                       | Обоснование награды | Источник                |
| ---- | --------------------------------------------- | --- | ----------------------- |
| 2010 | Питер Рэтклифф Грегг Семенза Уильям Кэлин     | Оригинальный текст (англ.)«For identification of molecular mechanisms of oxygen sensing in the cell» | [ 301 ] [ 302 ] [ 303 ] |
| 2010 | William A. Catterall                          | Оригинальный текст (англ.)«For discovery of the voltage-gated sodium channel and calcium channel proteins and the elucidation of their function and regulation» | [ 304 ]                 |
| 2010 | Пьер Шамбон                                   | Оригинальный текст (англ.)«For the elucidation of fundamental mechanisms of transcription in animal cells and to the discovery of the nuclear receptor superfamily»                                                                                                | [ 305 ]                 |
| 2011 | Эдриан Бёрд Ахарон Разин Хаим Сидар           | «За основополагающие открытия в области метилирования ДНК и его роли в экспрессии генов» | [ 306 ] [ 307 ] [ 308 ] |
| 2011 | Сидзуо Акира                                  | Оригинальный текст (англ.)«For his ground-breaking discovery of Toll like receptors and the array of microbial compounds that they recognize to provide innate resistance to infection»                                                                            | [ 309 ]                 |
| 2011 | Жюль Офман                                    | Оригинальный текст (англ.)«For his ground-breaking discovery of the family of Toll like receptors and the array of microbial compounds that they recognize to provide innate resistance to infection»                                                              | [ 310 ]                 |
| 2012 | Майкл Росбаш Джеффри Холл Майкл Янг           | Оригинальный текст (англ.)«For his pioneering discoveries concerning the biological clock responsible for circadian rhythms» | [ 311 ] [ 312 ] [ 313 ] |
| 2012 | Джеффри Раветч                                | Оригинальный текст (англ.)«For his seminal work on identifying the Fc receptors of antibodies, which play a key role in the immune response, and for establishing their critical role in autoimmune diseases and cancer»                                           | [ 314 ]                 |
| 2012 | Томас Джессел                                 | Оригинальный текст (англ.)«For research in defining the genetic and molecular pathways leading to the complex development of the spinal cord, with implications for therapeutic applications»                                                                      | [ 315 ]                 |
| 2013 | Грег Уинтер                                   | Оригинальный текст (англ.)«For the engineering of humanized monoclonal antibodies and their widespread use in medical therapy, particularly for treatment of cancer and immune disorders»                                                                          | [ 316 ]                 |
| 2013 | Стивен Элледж                                 | Оригинальный текст (англ.)«For elucidation of the DNA damage response as a signaling network that controls DNA repair and genomic stability with profound implications for cancer and other diseases»                                                              | [ 317 ]                 |
| 2013 | Дэниел Брэдли Харви Альтер                    | Оригинальный текст (англ.)«For critical contributions to the discovery and isolation of the hepatitis C virus, which has led to the development of new diagnostic and therapeutic agents»                                                                          | [ 318 ] [ 319 ]         |
| 2013 | Майкл Хоутон                                  | Первый человек который отказался от Международной премии Гайрднера. Он заявил: «I felt that it would be unfair of me to accept this award without the inclusion of two colleagues, Dr. Qui-Lim Choo and Dr. George Kuo».                                           | [ 320 ] [ 321 ]         |
| 2014 | Тития де Ланге                                | Оригинальный текст (англ.)«For her discovery of the mechanisms by which mammalian telomeres are protected from deleterious DNA repair and damage responses» | [ 322 ]                 |
| 2014 | Джеймс Эллисон                                | Оригинальный текст (англ.)«For his discovery of immune checkpoint blockade and its successful application to immune therapy of cancer» | [ 323 ]                 |
| 2014 | Ravinder Nath Maini Марк Фельдман             | Оригинальный текст (англ.)«For the discovery of anti-TNF therapy for the treatment of rheumatoid arthritis and other inflammatory diseases» | [ 324 ] [ 325 ]         |
| 2014 | Наполеоне Феррара Гарольд Дворак              | Оригинальный текст (англ.)«For discovering Vascular Endothelial Growth Factor (VEGF), a key molecular mediator of new blood vessel formation and the development of effective anti-VEGF therapy for cancer and wet macular degeneration»                           | [ 326 ] [ 327 ]         |
| 2015 | Ёсинори Осуми                                 | Оригинальный текст (англ.)«for pioneering the molecular elucidation of autophagy, an essential intracellular, degradation system and when disordered, is linked to many diseases including neurodegeneration, cancer, and infection»                               | [ 328 ]                 |
| 2015 | Симон Сакагути                                | Оригинальный текст (англ.)«for his discovery of regulatory T cells, characterization of their role in immunity and application to the treatment of autoimmune diseases and cancer»                                                                                 | [ 329 ]                 |
| 2015 | Линн Макуат                                   | Оригинальный текст (англ.)«for the discovery of the mechanism that destroys mutant messenger RNAs in human cells, nonsense-mediated mRNA decay, which is critically important in both normal and disease states»                                                   | [ 330 ]                 |
| 2015 | Майкл Холл                                    | Оригинальный текст (англ.)«for his discovery of the nutrient activated protein kinase TOR and elucidation of its central control of cell growth, critical to development and aging and widely implicated in cancers, diabetes, cardiovascular and immune diseases» | [ 331 ]                 |
| 2015 | Льюис Кэнтли                                  | Оригинальный текст (англ.)«for his discovery of PI 3-Kinase, a critical component of the cell signaling machinery that plays a key role in normal functions of proliferations and growth and is de-regulated in diseases such as cancer and diabetes»              | [ 332 ]                 |
| 2016 | Чжан Фэн Дженнифер Даудна Эмманюэль Шарпантье | Оригинальный текст (англ.)«for development of CRISPR-CAS as a genome editing tool for eukaryotic cells» | [ 333 ] [ 334 ] [ 335 ] |
| 2016 | Филипп Хорват Rodolphe Barrangou              | Оригинальный текст (англ.)«for establishing and characterizing CRISPR-Cas bacterial immune defense system» | [ 336 ] [ 337 ]         |
| 2017 | Акира Эндо                                    | Оригинальный текст (англ.)«For the first discovery and development of statins, inhibitors of cholesterol biosynthesis that have transformed the prevention and treatment of cardiovascular disease»                                                                | [ 338 ]                 |
| 2017 | Дэвид Джулиус                                 | Оригинальный текст (англ.)«For determining the molecular basis of somatosensation- how we sense heat, cold and pain» | [ 339 ]                 |
| 2017 | Lewis E. Kay                                  | Оригинальный текст (англ.)«For the development of modern NMR spectroscopy for studies of biomolecular structure dynamics and function, including applications to molecular machines and rare protein conformations»                                                | [ 340 ]                 |
| 2017 | Рино Раппуоли                                 | Оригинальный текст (англ.)«For pioneering the genomic approach, known as reverse vaccinology, used to develop a vaccine against meningococcus B which has saved many lives worldwide»                                                                              | [ 341 ]                 |
| 2017 | Худа Зогби                                    | Оригинальный текст (англ.)«For the discovery of the genetic basis of Rett syndrome and its implications for autism spectrum disorders» | [ 342 ]                 |
| 2018 | Azim Surani Davor Solter                      | Оригинальный текст (англ.)«For the discovery of mammalian genomic imprinting that causes parent-of-origin specific gene expression and its consequences for development and disease.»                                                                              | [ 343 ] [ 344 ]         |
| 2018 | Эдвард Бойден Карл Дейссерот Петер Хегеман    | Оригинальный текст (англ.)«For the discovery of light-gated ion channel mechanisms, and for the discovery of optogenetics, a technology that has revolutionized neuroscience.»                                                                                     | [ 345 ] [ 346 ] [ 347 ] |
| 2019 | John Diffley Брюс Стилман                     | Оригинальный текст (англ.)«For their pioneering research on the eukaryotic DNA replication cycles including initiation, regulation and responses to DNA damage» |                         |
| 2019 | Рональд Д. Вейл                               | Оригинальный текст (англ.)«For the landmark discovery of the motor protein kinesin and pioneering the understanding of its mechanism of action in driving cellular movement processes including cell division and intracellular transport»                         |                         |
| 2019 | Susan Band Horwitz                            | Оригинальный текст (англ.)«For defining novel mechanisms of action and resistance of drugs of natural product origin, most significantly Taxol®, and promoting their use for treatment of cancer»                                                                  |                         |
| 2019 | Timothy A. Springer                           | Оригинальный текст (англ.)«For discovery of the first immune system adhesion molecules, elucidation of their roles in antigen recognition and leukocyte homing, and translation of these discoveries into therapeutics for autoimmune diseases»                    |                         |

### 2020-е годы
| Год  | Лауреат                                        | Обоснование награды | Источник                |
| ---- | ---------------------------------------------- | --- | ----------------------- |
| 2020 | Масатоси Такэити Rolf Kemler                   | За открытие, характеристику и биологию кадгеринов и ассоциированных белков в адгезии и передаче сигналов животных клеток.Оригинальный текст (англ.)«For their discovery, characterization and biology of cadherins and associated proteins in animal cell adhesion and signalling.» | [ 348 ] [ 349 ]         |
| 2020 | Элейн Фукс                                     | За её исследования, выясняющие роль тканевых стволовых клеток в гомеостазе, заживлении ран, воспалении и раке. Оригинальный текст (англ.)«For her studies elucidating the role of tissue stem cells in homeostasis, wound repair, inflammation and cancer» | [ 350 ]                 |
| 2020 | Мина Бисселл                                   | За определение «динамической взаимности» и той важной роли, которую передача сигналов внеклеточного матрикса (ЕСМ) и микросреда играют в регуляции генов в нормальных и злокачественных клетках, революционизируя области исследований в онкологии и гомеостаза тканей. Оригинальный текст (англ.)«For characterizing “Dynamic Reciprocity” and the significant role that extracellular matrix (ECM) signaling and microenvironment play in gene regulation in normal and malignant cells, revolutionizing the fields of oncology and tissue homeostasis.» | [ 351 ]                 |
| 2020 | Roel Nusse                                     | За новаторскую работу по исследованию сигнального пути Wnt и его важности в развитии, в раковых и стволовых клеткахОригинальный текст (англ.)«For pioneering work on the Wnt signaling pathway and its importance in development, cancer and stem cells.» | [ 352 ]                 |
| 2021 | Daniel J. Drucker Jens Juul Holst Joel Habener | За исследования глюкагоноподобных пептидов, которые привели к значительным успехам в лечении диабета 2 типа, ожирения и кишечных расстройств. Оригинальный текст (англ.)«For research on glucagon-like peptides that has led to major advances in the treatment of Type 2 diabetes, obesity and intestinal disorders» | [ 353 ] [ 354 ] [ 355 ] |
| 2021 | Мэри-Клэр Кинг                                 | За исследования в области генетики трансформации и онкологии с обнаружением наследственной предрасположенности к раку груди из-за мутации гена BRCA1. Оригинальный текст (англ.)«For transforming cancer genetics and oncology with the discovery of inherited susceptibility to breast cancer due to mutation of the BRCA1 gene» | [ 356 ]                 |

## Адрес Фонда
255 Yorkland Blvd, Suite 220, North York, ON M2J 1S3, Онтарио, Канада